# Lista de prefeitos de Vitória da Conquista
Esta é a lista de prefeitos do município de Vitória da Conquista, estado brasileiro da Bahia.

## Período imperial (1822–1889)
| Brasil Império (1840-1889) | Brasil Império (1840-1889) | Brasil Império (1840-1889) | Brasil Império (1840-1889) | Brasil Império (1840-1889) | Brasil Império (1840-1889) | Brasil Império (1840-1889) |
| N°                         | Nome                       | Imagem                     | Partido                    | Início do mandato          | Fim do mandato             | Observações                |
| -------------------------- | -------------------------- | -------------------------- | -------------------------- | -------------------------- | -------------------------- | -------------------------- |
| 1.º                        | Luiz Fernandes de Oliveira |                            | —                          | 9 de novembro de 1840      | 1844                       | —                          |

## Período republicano (1889–atualidade)
Da Primeira República até a Sexta.
| N°                                                    | Prefeito (a)                           | Foto                                             | Partido                           | Partido                                          | Vice-prefeito (a)                 | Partido                            | Partido                                          | Início do Mandato | Fim do Mandato                 | Observações |
| Primeira República (1889–1930)                        | Primeira República (1889–1930)         | Primeira República (1889–1930)                   | Primeira República (1889–1930)    | Primeira República (1889–1930)                   | Primeira República (1889–1930)    | Primeira República (1889–1930)     | Primeira República (1889–1930)                   | Primeira República (1889–1930) | Primeira República (1889–1930) | Primeira República (1889–1930) |
| ----------------------------------------------------- | -------------------------------------- | ------------------------------------------------ | --------------------------------- | ------------------------------------------------ | --------------------------------- | ---------------------------------- | ------------------------------------------------ | --- | ------------------------------ | --- |
| 1.º                                                   | Joaquim Correia de Melo                |                                                  |                                   | Partido Republicano Nacional PRN                 | -                                 |                                    | -                                                | 29 de maio de 1892 | 23 de março de 1895            | Intendente nomeado pelo Governador do Estado                                                                                                |
| 2.º                                                   | José Antônio de Lima Guerra            |                                                  |                                   | Partido Popular PP                               | -                                 |                                    | -                                                | 23 de março de 1895 | 31 de dezembro de 1903         | Intendente nomeado pelo Governador do Estado                                                                                                |
| 3.º                                                   | Estêvão José dos Santos Silva          |                                                  |                                   | Partido Republicano Nacional PRN                 | -                                 |                                    | -                                                | 1° de janeiro de 1904 | 2 de janeiro de 1906           | Intendente eleito em sufrágio universal |
| 4.º                                                   | João Diogo de Sá Barreto               |                                                  |                                   | Partido Liberal Progressista PLP                 | -                                 |                                    | -                                                | 3 de janeiro de 1906 | 2 de janeiro de 1908           | Intendente eleito em sufrágio universal |
| 5.º                                                   | José Maximiliano Fernandes de Oliveira |                                                  |                                   | Partido Liberal Progressista PLP                 | -                                 |                                    | -                                                | 3 de janeiro de 1908 | 31 de dezembro de 1911         | Intendente eleito em sufrágio universal |
| 6.º                                                   | José Fernandes de Oliveira Gugé        |                                                  |                                   | Partido Republicano PR                           | -                                 |                                    | -                                                | 1° de janeiro de 1912 | 31 de dezembro de 1915         | Intendente eleito em sufrágio universal |
| 7.º                                                   | Leôncio Satyro dos Santos Silva        |                                                  |                                   | Partido Republicano PR                           | -                                 |                                    | -                                                | 1º de janeiro de 1916 | 3 de janeiro de 1919           | Intendente nomeado pelo Governador do Estado                                                                                                |
| 8.º                                                   | Francisco da Silva Costa               |                                                  |                                   | Partido Republicano PR                           | -                                 |                                    | -                                                | 4 de janeiro de 1919 | 3 de março de 1919             | Intendente eleito em sufrágio universal |
| 9.º                                                   | Ascêndino dos Santos Melo              |                                                  |                                   | Partido Republicano PR                           | -                                 |                                    | -                                                | 4 de março de 1919 | 31 de dezembro de 1919         | Intendente nomeado pelo Governador do Estado                                                                                                |
| 10.º                                                  | Jesulindo Oliveira                     |                                                  |                                   | Partido Republicano PR                           | -                                 |                                    | -                                                | 1º de janeiro de 1920 | 12 de junho de 1920            | Intendente eleito em sufrágio universal |
| 11.º                                                  | Ascendino dos Santos Melo              |                                                  |                                   | Partido Social Nacionalista PSN                  | -                                 |                                    | -                                                | 13 de junho de 1920 | 31 de dezembro de 1921         | Intendente nomeado pelo Governador do Estado                                                                                                |
| 12.º                                                  | Paulino Fonseca                        |                                                  |                                   | Partido Liberal Progressista PLP                 | -                                 |                                    | -                                                | 1º de janeiro de 1922 | 28 de setembro de 1922         | Intendente eleito em sufrágio universal |
| 13.º                                                  | Antônio Agripino da Silva Borges       |                                                  |                                   | Partido Social Nacionalista PSN                  | -                                 |                                    | -                                                | 29 de setembro de 1922 | 11 de novembro de 1923         | Presidente do Conselho Municipal assume em virtude da renúncia de Paulino Fonseca                                                           |
| 14.º                                                  | Justino da Silva Gusmão                |                                                  |                                   | Partido Republicano PR                           | -                                 |                                    | -                                                | 11 de novembro de 1923 | 1º de janeiro de 1926          | Intendente nomeado pelo Governador do Estado                                                                                                |
| 15.º                                                  | Paulino Fernandes dos Santos Silva     |                                                  |                                   | Partido Republicano Baiano PRB                   | -                                 |                                    | -                                                | 1º de janeiro de 1926 | 1º de janeiro de 1928          | Intendente eleito em sufrágio universal |
| 16.º                                                  | Otávio José dos Santos Silva           |                                                  |                                   | Partido Republicano Baiano PRB                   | -                                 |                                    | -                                                | 1º de janeiro de 1928 | 3 de novembro de 1930          | Intendente eleito em sufrágio universal |
| 17.º                                                  | Bruno Bacelar de Oliveira              |                                                  |                                   | Aliança Liberal AL                               | -                                 |                                    | -                                                | 4 de novembro de 1930 | 18 de novembro de 1930         | Impulsionada pela Revolução de 1930, a oposição liderada por Deraldo Ferraz expulsa Otávio Santos. Bruno Bacelar assume interinamente       |
| 18.º                                                  | Otávio José dos Santos Silva           |                                                  |                                   | Aliança Liberal AL                               | -                                 |                                    | -                                                | 19 de novembro de 1930 | 31 de dezembro de 1930         | Prefeito nomeado pelo Governador do Estado                                                                                                  |
| Segunda e Terceira República — Era Vargas (1930–1945) |                                        |                                                  |                                   |                                                  |                                   |                                    |                                                  | |                                | |
| 19.º                                                  | Deraldo Mendes Ferraz                  |                                                  |                                   | Aliança Liberal AL                               | -                                 |                                    | -                                                | 1º de janeiro de 1931 | 31 de dezembro de 1933         | Prefeito nomeado pelo Governador Leopoldo Amaral                                                                                            |
| 20.º                                                  | Arlindo Mendes Rodrigues               |                                                  |                                   | Partido Social Democrático PSD                   | -                                 |                                    | -                                                | 1º de janeiro de 1933 | 20 de maio de 1936             | Prefeito nomeado pelo Governador Juracy Magalhães                                                                                           |
| 21.º                                                  | Florentino Mendes de Andrade           |                                                  |                                   | Partido Social Democrático PSD                   | -                                 |                                    | -                                                | 20 de maio de 1936 | 20 de novembro de 1937         | Prefeito nomeado pelo Governador Juracy Magalhães                                                                                           |
| 22.º                                                  | Joaquim Fróes de Caires e Castro       |                                                  |                                   | Partido Social Democrático PSD                   | -                                 |                                    | -                                                | 21 de novembro de 1937 | 30 de maio de 1938             | Prefeito nomeado pelo Governador Antônio Fernandes Dantas                                                                                   |
| 23.º                                                  | Régis Pacheco                          |                                                  |                                   | Partido Social Democrático PSD                   | -                                 |                                    | -                                                | 1º de junho de 1938 | 29 de abril de 1946            | Prefeito nomeado pelo Governador Leopoldo Amaral                                                                                            |
| Quarta República (1945–1964)                          |                                        |                                                  |                                   |                                                  |                                   |                                    |                                                  | |                                | |
| -                                                     | Antonio Pedreira de Oliveira           |                                                  |                                   | União Democrática Nacional UDN                   | -                                 |                                    | -                                                | 30 de abril de 1946 | 28 de maio de 1946             | Prefeito nomeado interinamente, posteriormente renunciou para disputar as eleições municipais                                               |
| -                                                     | Izalto Ferraz de Araújo                |                                                  |                                   | Partido Social Democrático PSD                   | -                                 |                                    | -                                                | 29 de maio de 1946 | 30 de janeiro de 1947          | Prefeito nomeado interinamente |
| 24.º                                                  | Antonio Pedreira de Oliveira           |                                                  |                                   | União Democrática Nacional UDN                   | -                                 |                                    | -                                                | 31 de janeiro de 1947 | 30 de janeiro de 1951          | Prefeito eleito em sufrágio universal |
| 25.º                                                  | Gerson Gusmão Sales                    |                                                  |                                   | Partido Social Democrático PSD                   | -                                 |                                    | -                                                | 31 de janeiro de 1951 | 6 de abril de 1955             | Prefeito eleito em sufrágio universal |
| 26.º                                                  | Edvaldo de Oliveira Flores             |                                                  |                                   | União Democrática Nacional UDN                   | -                                 |                                    | -                                                | 7 de abril de 1955 | 15 de novembro de 1959         | Prefeito eleito em sufrágio universal |
| 27.º                                                  | Nelson Gusmão Cunha                    |                                                  |                                   | Partido Social Democrático PSD                   | -                                 |                                    | -                                                | 15 de novembro de 1958 | 15 de abril de 1959            | Presidente da Câmara de Vereadores no cargo de Prefeito interino                                                                            |
| 28.º                                                  | Gerson Gusmão Sales                    |                                                  |                                   | Partido Social Democrático PSD                   | -                                 |                                    | -                                                | 15 de abril de 1959 | 7 de abril de 1963             | Prefeito eleito em sufrágio universal |
| 29.º                                                  | José Fernandes Pedral Sampaio          |                                                  |                                   | Partido Social Democrático PSD                   | -                                 |                                    | -                                                | 7 de abril de 1963 | 6 de maio de 1964              | Prefeito eleito em sufrágio universal, posteriormente cassado pelo Golpe de Estado no Brasil em 1964                                        |
| Quinta República (1964–1985)                          |                                        |                                                  |                                   |                                                  |                                   |                                    |                                                  | |                                | |
| 30.º                                                  | Orlando da Silva Leite                 |                                                  |                                   | Aliança Renovadora Nacional ARENA                | -                                 |                                    | -                                                | 6 de maio de 1964 | 7 de abril de 1967             | Presidente da Câmara de Vereadores no cargo de titular                                                                                      |
| 31.º                                                  | Fernando Ferreira Spínola              |                                                  |                                   | Aliança Renovadora Nacional ARENA                | -                                 |                                    | -                                                | 7 de abril de 1967 | 7 de abril de 1971             | Prefeito nomeado pelo Governador Luís Viana Filho                                                                                           |
| 32.º                                                  | Nilton Gonçalves                       |                                                  |                                   | Aliança Renovadora Nacional ARENA                | -                                 |                                    | -                                                | 7 de abril de 1971 | 1º de janeiro de 1973          | Prefeito eleito em sufrágio universal |
| 33.º                                                  | Jadiel Vieira Matos                    |                                                  |                                   | Movimento Democrático Brasileiro MDB             | -                                 |                                    | -                                                | 31 de janeiro de 1973 | 1º de fevereiro de 1977        | Prefeito eleito em sufrágio universal |
| 34.º                                                  | Raul Ferraz                            |                                                  |                                   | Partido do Movimento Democrático Brasileiro PMDB | Gildásio Cairo dos Santos         |                                    | Partido do Movimento Democrático Brasileiro PMDB | 1º de fevereiro de 1977 | 14 de maio de 1982             | Prefeito e vice eleitos em sufrágio universal, prefeito titular posteriormente renunciou ao cargo para disputar uma vaga na Câmara Federal  |
| 35.º                                                  | Gildásio Cairo dos Santos              |                                                  |                                   | Partido do Movimento Democrático Brasileiro PMDB | Oriosvaldo Silva Pontes           |                                    | Partido do Movimento Democrático Brasileiro PMDB | 15 de maio de 1982 | 31 de janeiro de 1983          | Vice-prefeito eleito no cargo de titular e vice nomeado pela Câmara de Vereadores.                                                          |
| 36.º                                                  | José Fernandes Pedral Sampaio          |                                                  |                                   | Partido do Movimento Democrático Brasileiro PMDB | Hélio Ribeiro Santos              |                                    | Partido do Movimento Democrático Brasileiro PMDB | 31 de janeiro de 1983 | 13 de março de 1987            | Prefeito e vice eleitos em sufrágio universal, prefeito titular posteriormente afastou-se para assumir a Secretária de Transportes da Bahia |
| 37.º                                                  | Hélio Ribeiro Santos                   |                                                  |                                   | Partido do Movimento Democrático Brasileiro PMDB | Cargo Vago                        |                                    | -                                                | 13 de março de 1987 | 15 de agosto de 1988           | Vice-prefeito eleito no cargo de titular interino                                                                                           |
| Sexta República, ou Nova República (1985–presente)    |                                        |                                                  |                                   |                                                  |                                   |                                    |                                                  | |                                | |
| 38.º                                                  | Carlos Murilo Pimentel Mármore         |                                                  |                                   | Partido do Movimento Democrático Brasileiro PMDB | Clóvis Flôres                     |                                    | Partido do Movimento Democrático Brasileiro PMDB | 1º de fevereiro de 1989 | 1º de janeiro de 1993          | Prefeito e vice eleitos em sufrágio universal                                                                                               |
| 38.º                                                  | Carlos Murilo Pimentel Mármore         |                                                  | Partido Socialista Brasileiro PSB |                                                  | Clóvis Flôres                     | Partido Trabalhista Brasileiro PTB |                                                  | 1º de fevereiro de 1989 | 1º de janeiro de 1993          | Prefeito e vice eleitos em sufrágio universal                                                                                               |
| 38.º                                                  | Carlos Murilo Pimentel Mármore         | Partido Socialista Brasileiro PSB                | Partido Socialista Brasileiro PSB |                                                  | Clóvis Flôres                     |                                    |                                                  | 1º de fevereiro de 1989 | 1º de janeiro de 1993          | Prefeito e vice eleitos em sufrágio universal                                                                                               |
| 39.º                                                  | José Fernandes Pedral Sampaio          |                                                  |                                   | Partido Socialista Brasileiro PSB                | Margarida Oliveira                |                                    | Partido da Frente Liberal PFL                    | Não tomou posse | Não tomou posse                | Prefeito e Vice eleitos em sufrágio universal, a vice-prefeita eleita renunciou o mandato antes mesmo de assumir.                           |
| 39.º                                                  | José Fernandes Pedral Sampaio          | Partido do Movimento Democrático Brasileiro PMDB |                                   |                                                  | Margarida Oliveira                |                                    | Partido da Frente Liberal PFL                    | Não tomou posse | Não tomou posse                | Prefeito e Vice eleitos em sufrágio universal, a vice-prefeita eleita renunciou o mandato antes mesmo de assumir.                           |
| 39.º                                                  | José Fernandes Pedral Sampaio          | Cargo Vago                                       |                                   |                                                  | 1° de janeiro de 1993             | 1° de janeiro de 1997              |                                                  | |                                | Prefeito e Vice eleitos em sufrágio universal, a vice-prefeita eleita renunciou o mandato antes mesmo de assumir.                           |
| 40.º                                                  | Guilherme Menezes                      |                                                  |                                   | Partido dos Trabalhadores PT                     | Clóvis Assis                      |                                    | Partido da Social Democracia Brasileira PSDB     | 1° de janeiro de 1997 | 1º de janeiro de 2001          | Prefeito e vice eleitos em sufrágio universal                                                                                               |
| 40.º                                                  | Guilherme Menezes                      | José Raimundo Fontes                             |                                   | Partido dos Trabalhadores PT                     | Partido dos Trabalhadores PT      | 1º de janeiro de 2001              | 1º de maio de 2002                               | Prefeito reeleito e vice eleito em sufrágio universal, posteriormente renunciou ao cargo para disputar uma vaga na Câmara Federal |                                | |
| 41.º                                                  | José Raimundo Fontes                   |                                                  |                                   | Partido dos Trabalhadores PT                     | Cargo Vago                        |                                    | -                                                | 1º de maio de 2002 | 1º de janeiro de 2005          | Vice-prefeito eleito no cargo de titular |
| 41.º                                                  | José Raimundo Fontes                   | Gilzete Moreira                                  |                                   | Partido dos Trabalhadores PT                     | Partido Socialista Brasileiro PSB | 1º de janeiro de 2005              | 20 de novembro de 2006                           | Prefeito reeleito e vice eleito em sufrágio universal, tendo mandatos cassados pelo TRE.                                          |                                | |
| -                                                     | Alexandre Pereira                      |                                                  |                                   | Partido dos Trabalhadores PT                     | Cargo Vago                        |                                    | -                                                | 21 de novembro de 2006 | 24 de novembro de 2006         | Presidente da Câmara de Vereadores no cargo de titular, assumiu o mandato devido à cassação da chapa titular pelo TRE-BA.                   |
| 41.º                                                  | José Raimundo Fontes                   |                                                  |                                   | Partido dos Trabalhadores PT                     | Gilzete Moreira                   |                                    | Partido Socialista Brasileiro PSB                | 25 de novembro de 2006 | 1° de janeiro de 2009          | Prefeito cassado retorna ao cargo por liminar favorável à chapa vencedora.                                                                  |
| 42.º                                                  | Guilherme Menezes                      |                                                  |                                   | Partido dos Trabalhadores PT                     | Ricardo Marques                   |                                    | Partido Verde PV                                 | 1º de janeiro de 2009 | 1º de janeiro de 2013          | Prefeito e vice eleitos em sufrágio universal                                                                                               |
| 42.º                                                  | Guilherme Menezes                      | Joás Meira                                       |                                   | Partido dos Trabalhadores PT                     | Partido Socialista Brasileiro PSB | 1º de janeiro de 2013              | 1º de janeiro de 2017                            | Prefeito reeleito e vice eleito em sufrágio universal                                                                             |                                | |
| 43.º                                                  | Herzem Gusmão Pereira                  |                                                  |                                   | Movimento Democrático Brasileiro MDB             | Irma Lemos                        |                                    | Partido Trabalhista Brasileiro PTB               | 1º de janeiro de 2017 | 1º de janeiro de 2021          | Prefeito e vice eleitos em sufrágio universal                                                                                               |
| 43.º                                                  | Herzem Gusmão Pereira                  | Sheila Lemos                                     |                                   | Movimento Democrático Brasileiro MDB             | Democratas DEM                    | 1º de janeiro de 2021              | 18 de março de 2021                              | Prefeito reeleito e vice eleita em sufrágio universal, falecido durante o mandato (Covid-19)                                      |                                | |
| 44.ª                                                  | Sheila Lemos                           |                                                  |                                   | Democratas DEM                                   | Cargo Vago                        |                                    | -                                                | 1º de janeiro de 2021 | 21 de março de 2021            | Vice-prefeita eleita no cargo de prefeita em exercício durante o afastamento do prefeito titular em tratamento por COVID-19.                |
| 44.ª                                                  | Sheila Lemos                           |                                                  | União Brasil UNIÃO                | 22 de março de 2021                              | Cargo Vago                        | 1° de janeiro de 2025              | -                                                | Vice-prefeita eleita empossada no cargo de titular, após a morte do prefeito eleito.                                              |                                | |
| 44.ª                                                  | Sheila Lemos                           | Aloísio Alan Fernandes                           | União Brasil UNIÃO                |                                                  | Republicanos REP                  | 1° de janeiro de 2025              | atualidade                                       | Prefeita reeleita e vice eleito em sufrágio universal.                                                                            |                                | |

## Eleições
- Eleição municipal de Vitória da Conquista em 1982
- Eleição municipal de Vitória da Conquista em 1988
- Eleição municipal de Vitória da Conquista em 1992
- Eleição municipal de Vitória da Conquista em 2000
- Eleição municipal de Vitória da Conquista em 2004
- Eleição municipal de Vitória da Conquista em 2008
- Eleição municipal de Vitória da Conquista em 2012
- Eleição municipal de Vitória da Conquista em 2016
- Eleição municipal de Vitória da Conquista em 2020
- Eleição municipal de Vitória da Conquista em 2024